# Mormonia muliercula
Mormonia muliercula är en fjärilsart som beskrevs av Achille Guenée 1852. Mormonia muliercula ingår i släktet Mormonia och familjen nattflyn. Inga underarter finns listade i Catalogue of Life.